# Le Secret du Twilight Gemini
Pour plus de détails, voir Fiche technique et Distribution.
Le Secret du Twilight Gemini (ルパン三世『トワイライト☆ジェミニの秘密』 - Rupan Sansei : Twilight Gemini no Himitsu) est un téléfilm d'animation japonais de la série Lupin III, réalisé par Gisaburō Sugii et diffusé en 1996.

## Synopsis
Lupin reçoit de Don Dolune, un parrain de la mafia mourant, un diamant, le Twilight, qui pourrait conduire notre gentleman cambrioleur à un fabuleux trésor au Maroc.

## Fiche technique
- Titre : Le Secret du Twilight Gemini
- Titre original : ルパン三世『トワイライト☆ジェミニの秘密』 - Rupan Sansei : Twilight Gemini no Himitsu
- Réalisation : Gisaburō Sugii
- Scénario : Hideki Mitsui, Gisaburō Sugii, Naoya Higashi d'après Monkey Punch
- Direction de l'animation : Marisuke Eguchi
- Direction artistique : Takashi Miyano
- Direction de la photographie : Hajime Hasegawa
- Production : Toshio Nakatani, Yasumichi Ozaki et Kazumitsu Ozawa
- Production exécutive : Hidehiko Takei
- Société de production : Nippon Television Network Corporation et TMS Entertainment
- Musique : Takashi Negishi
- Pays d'origine : Japon
- Langue : japonais
- Genre : Policier
- Durée : 90 minutes
- Première date de diffusion :  2 août 1996

## Distribution

### Voix originales
- Kanichi Kurita : Lupin III
- Kiyoshi Kobayashi : Daisuke Jigen
- Makio Inoue : Goémon Ishikawa
- Eiko Masuyama : Fujiko Mine
- Gorō Naya : Inspecteur Zenigata
- Aya Hisakawa : Lara
- Shūichirō Moriyama : Dolune
- Nachi Nozawa : Sadachiyo
- Takayuki Sugo : Jean-Pierre
- Koichi Kitamura : Burutokari
- Kôji Ochiai : L'homme masqué

### Voix françaises
- Bruno Magne : Lupan
- Hervé Caradec : Daisuke Jigen
- Constantin Pappas : Goémon Ishikawa, Inspecteur Zenigata
- Nathalie Homs : Fujiko Mine
- Christelle Reboul : Lara
- Julien Thomast : L'homme masqué

Dans ce doublage français, Lupin a été renommé Lupan.
Source : Planète jeunesse

## DVD
Ce film a été édité en 2007 par Dybex dans un coffret avec Le Trésor d'Harimao.

## Autour du film
- Il s'agit du huitième téléfilm sur Lupin III.